# نزار بن معد
نزار بن معد، الجد الثامن عشر للنبي محمد بن عبد الله.
قال ابن جرير الطبري: قيل إن نزاراً كان يكنى أبا إياد، وقيل بل كان يكنى أبا ربيعة. قال البلاذري: نزار بن معد يكنى أبا حيدة.

## نسبه
- هو : نزار بن معد بن عدنان[1]، بن أدد من ذرية قيذار بن إسماعيل بن إبراهيم عليهما السلام. في عدد من أجداد يقدر 43 جدا معلوماً ومعروفاً ومأخوذاً من كتب الاديرة الشامية القديمة يقدر أنه ولد سنة 56 إلى 55 قبل الميلاد
- أمه : معانة بنت جوشم بن جلهمة بن عمرو/عامر بن عوف بن عدي بن دب بن جرهم. وقال هشام بن الكلبي في جمهرته: جلهمة بن عمرو بن هلينية بن دوة من جرهم.[1]،

## أولاده
1. مضر
2. ربيعة
3. إياد
4. أنمار

## طالع كذلك
| سبقه معد بن عدنان | نسب النبي محمد | تبعه مضر بن نزار |